# Ebbw Vale FC
Ebbw Vale FC was een Welshe voetbalclub uit Ebbw Vale.
De club was in 1992/93 medeoprichter van de League of Wales en werd in het eerste seizoen knap vierde. Na drie seizoenen middenmoot werd de club derde in 1996/97 en mocht zo deelnemen aan de Intertoto Cup. Deze notering werd ook het volgende seizoen herhaald.
Ebbw Vale trok zich net voor de start van seizoen 1998/99 terug en werd opgeheven.

## Ebbw Vale FC
#R = #ronde, Groep = groepsfase, T/U = Thuis/Uit, W = Wedstrijd, PUC = punten UEFA coëfficiënten .
Uitslagen vanuit gezichtspunt Ebbw Vale FC
| Seizoen | Competitie    | Ronde        | Land                | Club                        | Totaalscore | 1e W    | 2e W    | PUC |
| ------- | ------------- | ------------ | ------------------- | --------------------------- | ----------- | ------- | ------- | --- |
| 1997    | Intertoto Cup | Groep 2      | Vlag van Frankrijk  | SC Bastia                   | 1-2         | 1-2 (T) |         | 0.0 |
|         |               | Groep 2      | Vlag van Denemarken | Silkeborg IF                | 1-6         | 1-6 (U) |         | 0.0 |
|         |               | Groep 2      | Vlag van Oostenrijk | Grazer AK                   | 0-0         | 0-0 (T) |         | 0.0 |
|         |               | Groep 2 (5e) | Vlag van Kroatië    | Hrvatski dragovoljac Zagreb | 0-4         | 0-4 (U) |         | 0.0 |
| 1998    | Intertoto Cup | 1R           | Vlag van Noorwegen  | Kongsvinger IL              | 1-9         | 1-6 (T) | 0-3 (U) | 0.0 |